# Burrton
Burrton és una població dels Estats Units a l'estat de Kansas. Segons el cens del 2000 tenia 932 habitants.

## Demografia
Segons el cens del 2000, Burrton tenia 932 habitants, 361 habitatges, i 251 famílies. La densitat de població era de 589,9 habitants per km².
Dels 361 habitatges en un 33% hi vivien nens de menys de 18 anys, en un 57,1% hi vivien parelles casades, en un 8,9% dones solteres, i en un 30,2% no eren unitats familiars. En el 26% dels habitatges hi vivien persones soles el 10% de les quals corresponia a persones de 65 anys o més que vivien soles. El nombre mitjà de persones vivint en cada habitatge era de 2,58 i el nombre mitjà de persones que vivien en cada família era de 3,08.
Per edats la població es repartia de la següent manera: un 28,2% tenia menys de 18 anys, un 10,4% entre 18 i 24, un 28,8% entre 25 i 44, un 19,5% de 45 a 60 i un 13,1% 65 anys o més.
L'edat mediana era de 34 anys. Per cada 100 dones de 18 o més anys hi havia 93,9 homes.
La renda mediana per habitatge era de 33.646 $ i la renda mediana per família de 37.174 $. Els homes tenien una renda mediana de 29.643 $ mentre que les dones 21.477 $. La renda per capita de la població era de 14.835 $. Entorn del 9,9% de les famílies i l'11,6% de la població estaven per davall del llindar de pobresa.

## Poblacions més properes
El següent diagrama mostra les poblacions més properes.